# Bari Sardo
Bari Sardo (Latein: Custodia Rubriensis) ist eine italienische Gemeinde in der Provinz Ogliastra auf der Mittelmeerinsel Sardinien mit 3823 Einwohnern (Stand 31. Dezember 2023).

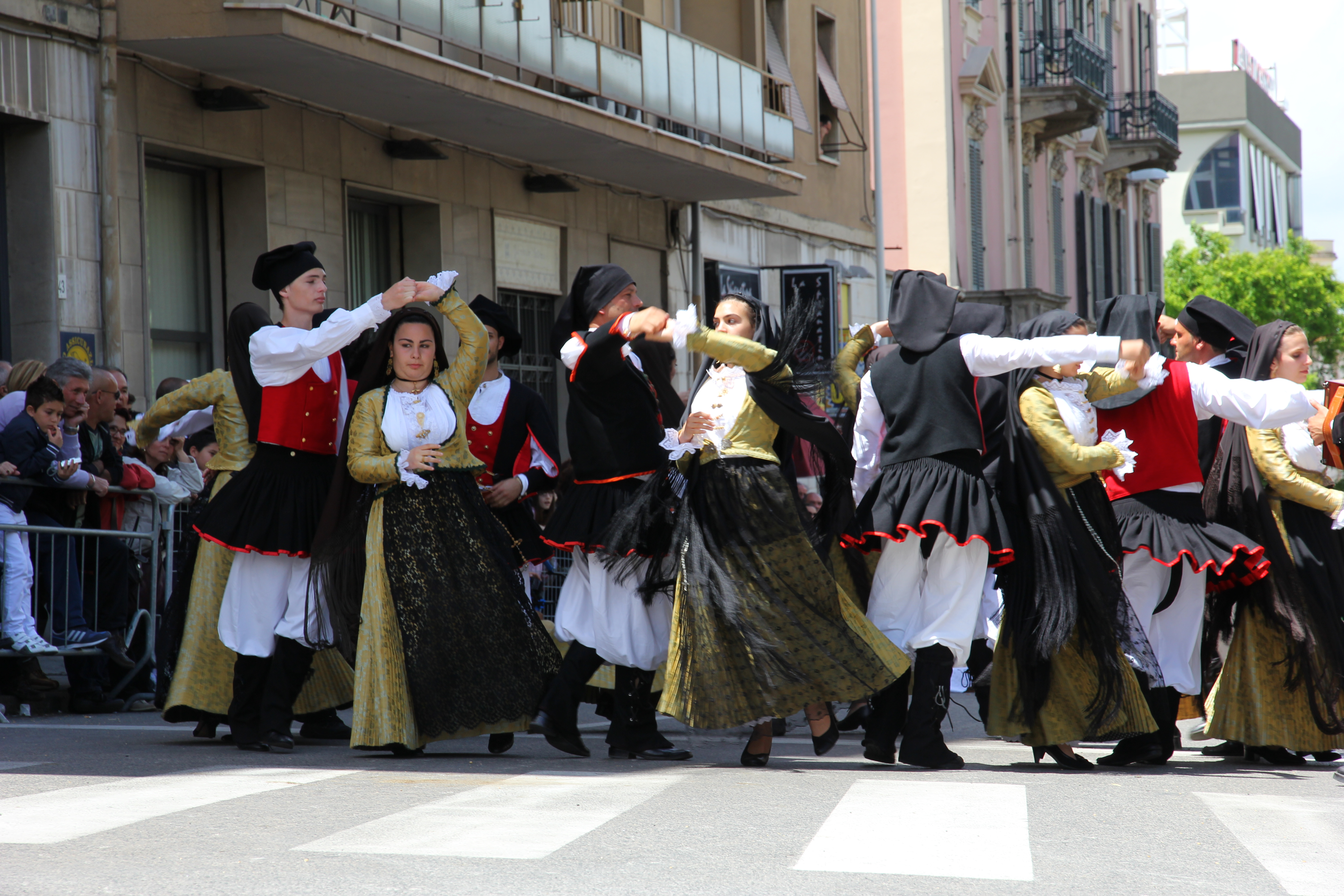
Traditionelle Tracht

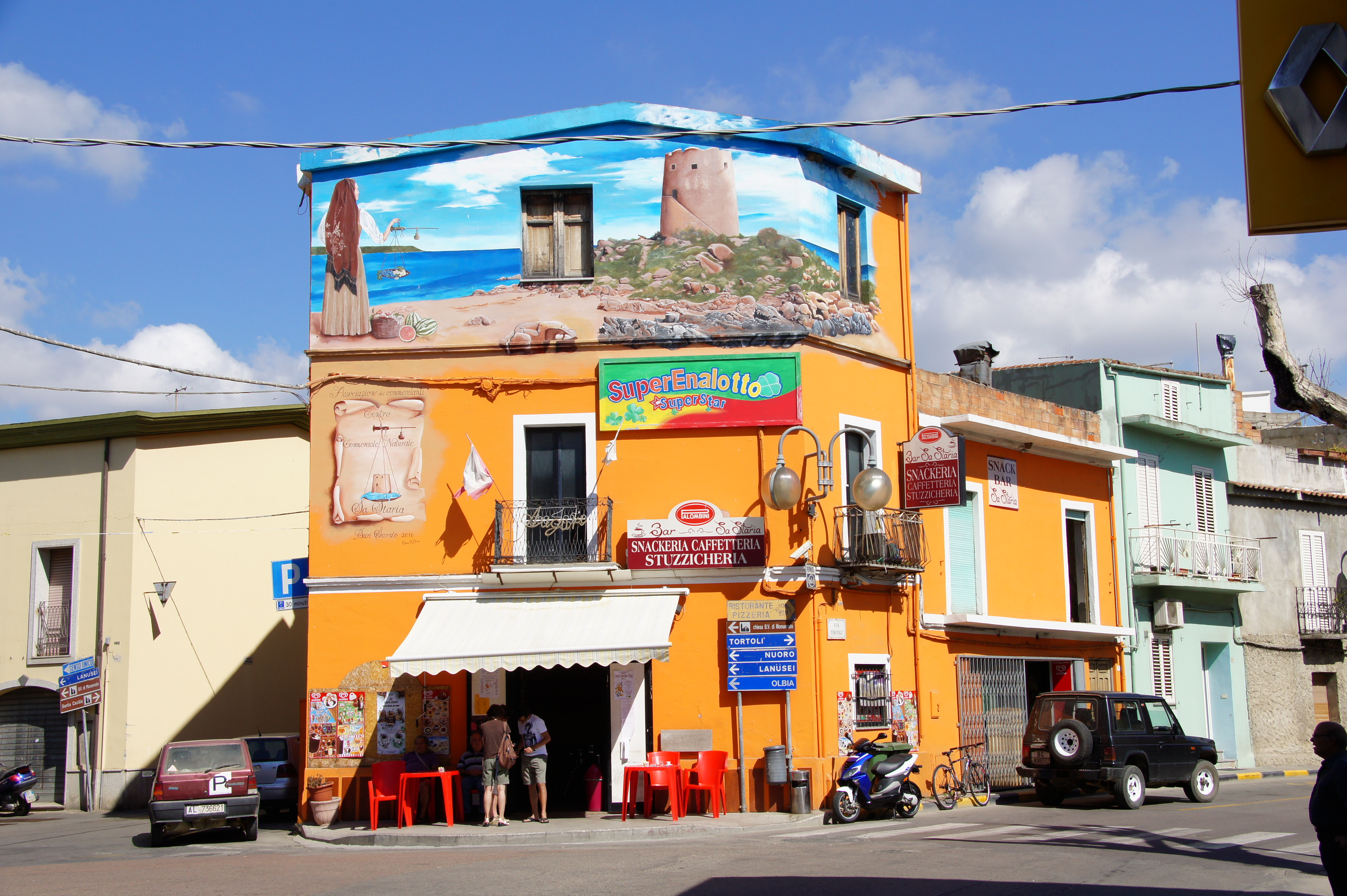
Hauptkreuzung von Bari Sardo

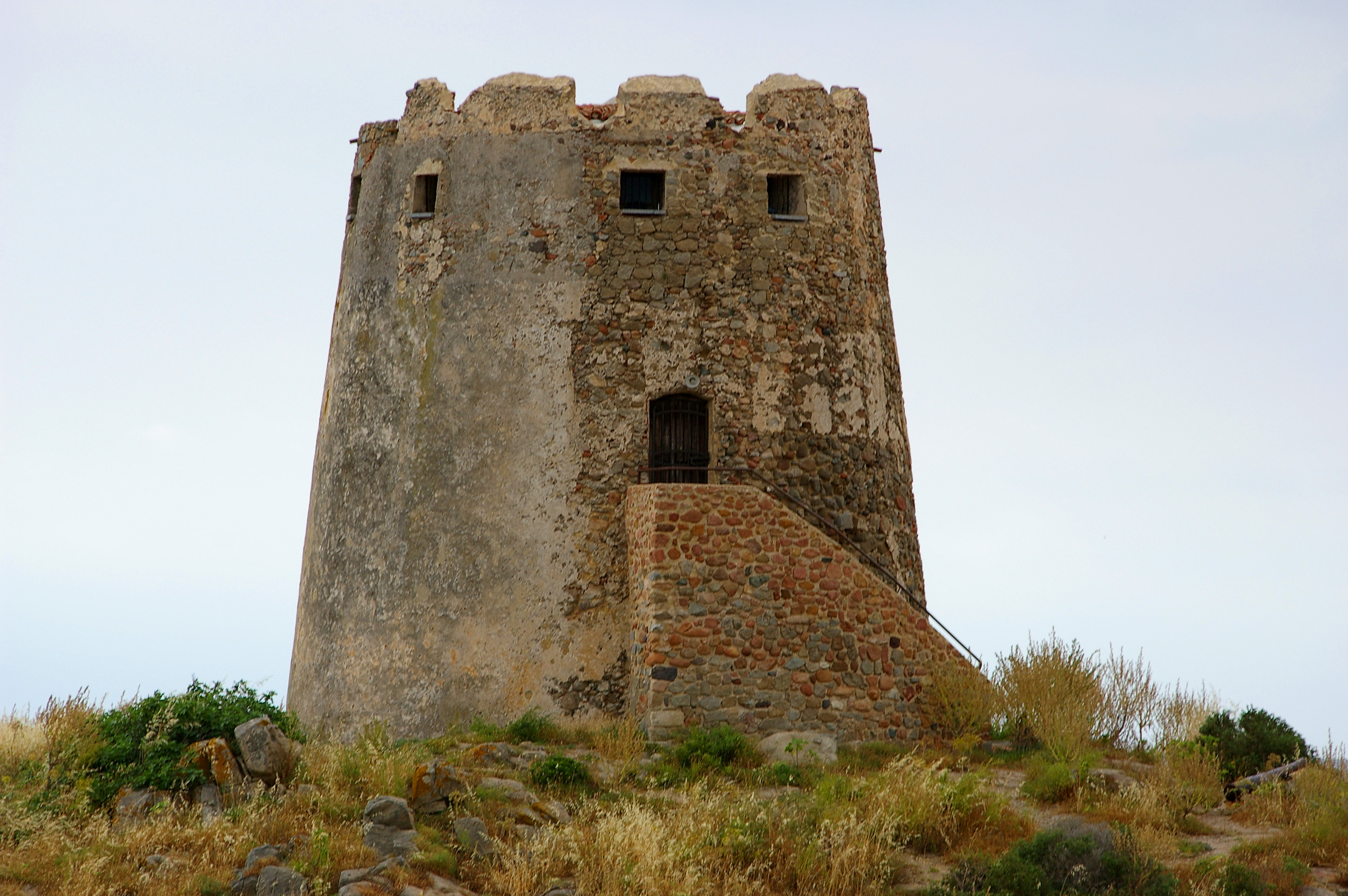
Torre di Bari

Nach der italienischen Einigung wurde der bisherige Name „Bari“ 1862 in „Bari Sardo“ geändert, um nicht mit Bari in Apulien verwechselt zu werden.
Die kleine Stadt ist aus vier Siedlungen zusammengewachsen und liegt etwa 4 km von der Küste entfernt, etwa 80 km nordöstlich von Cagliari und ca. 10 km südlich von Tortoli. 
Bari Sardo liegt zwischen den Hügeln Su Pranu, Pitzu e Monti und der Hochebene Teccu.  In der Umgebung sind zahlreiche, zum Teil sehr gut erhaltene,  Felsengräber (Domus de Janas) und Turmbauten (Nuraghen) und Menhire (Sa Perda Longa) zu finden.